# Moldovai Állami Egyetem
A Moldovai Állami Egyetem (románul: Universitatea de Stat din Moldova) egyetem a moldovai Chișinăuban.

## Története
Az egyetemet 1946. október 1-jén alapították Chișinău State University néven. Kezdetben 320 hallgatót vettek fel 5 karra: fizika és matematika, geológia és talajtan, történelem és filológia, biológia és kémia. A 12 tanszéken 35 tanár dolgozott. Az egyetem alapításának kezdeményezői között volt Macarie Radu és Mihail Pavlov.
1969-ben az egyetem csatlakozott az Egyetemek Nemzetközi Szövetségéhez. Az intézmény presztízsét a nemzetközi színtéren erősítette a világ 9 országának 14 tudósa és kultúrája, akik elnyerték a Moldovai Állami Egyetem Doctor Honoris Causa címét. Az egyetem több mint 60 együttműködési megállapodást kötött az oktatás és a tudomány területén 25 ország egyetemi központjaival. 1970-ben az egyetemet Vlagyimir Iljics Leninről nevezték el. Fennállása során mintegy 19 ezer szakembert képezett ki.
1990. január 19-én a Moldvai Állami Egyetem nevet kapta.
Az egyetem több mint 70 éve országos és nemzetközi szinten is elit egyetemi központtá fejlődött. Körülbelül 120 ezer egyetemet végzett diákja dolgozik különböző területeken, mint például a gazdaság, az oktatás, a kultúra, az igazságszolgáltatás, a politika stb. A Moldovai Köztársaság értelmiségi elitjének nagy részét itt képezték ki.
2024. február 8-án tűz ütött ki az egyetem campusán található NATO Információs és Dokumentációs Központban. Az egyetem hatóságai azt állították, hogy ez szándékos cselekedet volt.

## Karok
Az egyetem karokra szerveződik:
- Biológia és földtudományok
- Kémia és kémiai technológia
- Jogtudomány
- Fizika és mérnöki tudomány
- Történelem és filozófia
- Újságírás és kommunikációtudományok
- Idegen Nyelvi és Irodalomtudományi Kar
- Matematika és számítástechnika
- Pszichológia és neveléstudományok, szociológia és szociális munka
- Nemzetközi kapcsolatok, politikatudományok és közigazgatás
- Gazdaságtudományok

Az Állami Egyetem csillagvizsgálója Nyikolaj Donics csillagászról kapta a nevét

## Nevezetes professzorok
- Valentin Belousov
- Israel Gokhberg
- Jevgenyij Pokatilov[4]
- Jurij Perlin
- Nicolae Corlăteanu
- Mihail Pavlov
- Nyikolaj Dimo
- Jevgenyij Alekszandrovics Litvinov

## Nevezetes öregdiákok
- Valentina Bidrug-Lungu – gender-kutató
- Samuel Yeboah Mensah – Afrikai Tudományos Akadémia

## Fordítás
- Ez a szócikk részben vagy egészben  a   Moldova State University című angol Wikipédia-szócikk ezen változatának fordításán alapul.  Az eredeti cikk szerkesztőit annak laptörténete sorolja fel. Ez a jelzés csupán a megfogalmazás eredetét és a szerzői jogokat jelzi, nem szolgál a cikkben szereplő információk forrásmegjelöléseként.